# Carrington Bonsor Williams
Carrington Bonsor Williams est un entomologiste et un écologue anglais mieux connu sous le nom de C. B. Williams ou ses initiales  C.B

## Biographie
Il est né le 7 octobre 1889 à Liverpool où son père, Alfred Williams était banquier. En 1897 la famille déménage dans le Cheshire. Sa sœur et lui rencontrent un entomologiste amateur, le médecin de Beddgelert. Ils seront invités à une réunion de la société d'entomologie du Lancashire et du Cheshire.
Diplômé de l'université de Cambridge il travaille à la John Innes Horticultural Institution en particulier sur les Thysanoptera. Puis il est missionné pour étudier les parasites de la canne à sucre.
Il se marie en 1920 avec Ellen Margaret Bain et ils auront trois fils.
En 1930 il obtient son doctorat de l'université de Cambridge avec un travail sur la migration des papillons.
Il est mort le 12 juillet 1981.

## Travaux
Dans l'est de l'Inde il est présent lors d'une migration de papillons. Il rapporte que des centaines de  Pieridae migrent chaque jour et ce phénomène éveille son intérêt. Ce sera le sujet de son doctorat et il continuera son étude dans ce champ nouveau de la migration des papillons.
Ses travaux de statistique écologique furent continués par Frank W. Preston.

## Publications
- Patterns in the balance of nature and related problems in quantitive ecology publié en 1964